# Mario Teaches Typing
Mario Teaches Typing è un videogioco educativo pubblicato da Interplay per MS-DOS nel 1992, e più tardi, per Microsoft Windows e Macintosh nel 1995. Il titolo in questione, appartiene alla serie di giochi educativi con protagonista Mario e i vari personaggi che popolano il suo mondo.

## Modalità di gioco
In questo videogioco, viene insegnato al giocatore come interagire con una tastiera, attraverso l'utilizzo di elementi presi dal franchise di Mario.
Il giocatore deve digitare in sequenza quello che appare nel display del computer; quando ciò che digita è corretto, potrà avanzare nella storia del gioco. Digitando parole o lettere sul display, il giocatore può eseguire svariate azioni, come permettere a un personaggio di saltare in testa a un Goomba.
Il videogioco prevede anche una modalità di gioco alternativa, dove il giocatore dovrà premere una lettera corrispondente a un simbolo.
La versione per CD è diversa da quella originale: Mario è doppiato da Charles Martinet, il primo gioco in cui lo doppierà, seguito poi da Mario's Game Gallery, e una sua testa, creata con la stessa tecnologia del progetto "Mario in Real Time", fa da guida al giocatore. Egli ebbe anche un ruolo sul copione di questa versione: nella versione originale del 1992, erano presenti delle critiche negative nel caso in cui il giocatore fallisse, e Martinet, che non voleva far dire a Mario commenti negativi, chiese di cambiare i dialoghi in modo che incoraggiassero di più il giocatore.

## Personaggi
Nel gioco appaiono Mario e suo fratello Luigi, oltre alla Principessa Peach e a Bowser. Sono presenti anche svariati nemici appartenenti al franchise di Mario.